# リタと大学教授
『リタと大学教授』（Educating Rita）は、1983年のイギリスの映画。ウィリー・ラッセルの舞台劇「リタの教育」を原作としており、ラッセル自らが映画脚本を書き、ルイス・ギルバートが監督した。
日本では劇場未公開である。

## あらすじ
労働者階級のリタが教養を身につけるためにオープン大学へ通い、文学教授のブライアントと出会う。

## キャスト
- フランク・ブライアント教授 - マイケル・ケイン
- スーザン・“リタ”・ホワイト - ジュリー・ウォルターズ
- ブライアン - マイケル・ウィリアムズ（英語版）
- ジュリア - ジャナンヌ・クローリー（英語版）

フランクのガールフレンド。
- デニー・ホワイト - マルコム・ダグラス

リタの夫。
- リタの父 - ゴッドフリー・クイグリー（英語版）
- トリッシュ - モーリン・リップマン（英語版）

リタのルームメイト。

## 受賞とノミネート
| 映画祭・賞           | 部門                                    | 候補                   | 結果       |
| -------------------- | --------------------------------------- | ---------------------- | ---------- |
| アカデミー賞         | 主演男優賞                              | マイケル・ケイン       | ノミネート |
| アカデミー賞         | 主演女優賞                              | ジュリー・ウォルターズ | ノミネート |
| アカデミー賞         | 脚色賞                                  | ウィリー・ラッセル     | ノミネート |
| 英国アカデミー賞     | 総合作品賞                              | 『リタと大学教授』     | 受賞       |
| 英国アカデミー賞     | 主演男優賞                              | マイケル・ケイン       | 受賞       |
| 英国アカデミー賞     | 主演女優賞                              | ジュリー・ウォルターズ | 受賞       |
| 英国アカデミー賞     | 助演女優賞                              | モーリン・リップマン   | ノミネート |
| 英国アカデミー賞     | 脚色賞                                  | ウィリー・ラッセル     | ノミネート |
| 英国アカデミー賞     | 新人賞                                  | ジュリー・ウォルターズ | ノミネート |
| ゴールデングローブ賞 | 外国映画賞                              | 『リタと大学教授』     | ノミネート |
| ゴールデングローブ賞 | 主演男優賞 (ミュージカル・コメディ部門) | マイケル・ケイン       | 受賞       |
| ゴールデングローブ賞 | 主演女優賞 (ミュージカル・コメディ部門) | ジュリー・ウォルターズ | 受賞       |
| ゴールデングローブ賞 | 脚本賞                                  | ウィリー・ラッセル     | ノミネート |